# ざしきわらしのタタミちゃん
『ざしきわらしのタタミちゃん』は、ゼロジー制作による日本の短編Webアニメ。2020年4月から6月までdTV、dアニメストアほかにて配信された。漫画家・押切蓮介が初監督を務める。ナレーションは鈴木れい子。2020年6月26日には全12話を収録したBlu-rayが発売された。

## 製作
もともとは押切、ゼロジーの鈴木良兵、avexの日野亮を中心にしてプロジェクトが始まった。パイロット版の映像は、声優も含め押切が一人で制作した。
主題歌・劇伴は、押切がファンであるという縁からORESAMAが担当している。
放送前の2019年10月から12月まで、Makuakeでのクラウドファンディングで資金調達が行われた。

## 登場キャラクター
タタミちゃん
声 - 井澤詩織
主人公。遠野から上京した座敷童子の少女。子供らしい無邪気な性格をしている。口が悪い。ツッコミ役に回ることが多いがどぎつい言葉を浴びせることもある。俗世に疎く典型的な田舎者気質。自分の幸福する力に自信を持っているおり、第1話でのみ得意気に豪語しているが、その後特にその能力を披露することはなかった。
大家
声 - 新井里美
タタミちゃんが借りたアパートの大家。古風な喋りをし、一人称は「妾」。常に男性との出会いを求めている。
くすぐり坊主
声 - 杉田智和
同じアパートに住む坊主。
霊
声 - 佐藤恵
タタミちゃんの部屋に住む霊。
ぽんぽこ丸
声 - 上田燿司
妖怪なのか人間なのか不明な人物。
イナノガワ
声 - BBゴロー
同じアパートに住む怪談好きの男性。無関係な話をして脱線することが多く中々本題に入らない。
カラオケ店 店長
声 - 藤原啓治
タタミちゃんの行きつけのカラオケ店の店長。ぼったくり行為をしている。
お菊
声 - 香坂さき
夜になると髪が伸びる少女。
カラオケ店 店員
声 - 大塚琴美
行きつけのカラオケ店の店員。

## スタッフ
- 原作 - 押切蓮介、ゼロジー、エイベックス・ピクチャーズ[2]
- 監督・脚本・演出・キャラクター原案 - 押切蓮介[2]
- キャラクターデザイン・作画監督 - 山下敏成[2]
- 美術監督 - 椎野隆介[2]
- 色彩設計 - 漆戸幸子[2]
- 撮影・編集 - 徳田俊[2]
- 音響監督 - 阿部秀平[2]
- 音響制作 - セイバーリンクス[2]
- 音楽 - 小島英也[2]
- 音楽制作 - エイベックス・ピクチャーズ[2]
- プロデューサー - 日野亮、鈴木良兵[2]
- アニメーションプロデューサー - 宮城夢乃[2]
- アニメーション制作 - ゼロジー[2]
- 製作 - 「ざしきわらしのタタミちゃん」製作委員会[2]

## 主題歌
「CATCH YOUR SWEET MIND」
ORESAMAによる主題歌。作詞はぽん、作編曲は小島英也。

## 各話リスト
| 話数   | サブタイトル                       | 配信日         |
| ------ | ---------------------------------- | -------------- |
| 第1話  | 今日から東京人だタタミちゃん       | 2020年 4月10日 |
| 第2話  | 通せんぼされちゃうのよタタミちゃん | 4月17日        |
| 第3話  | 怪談一丁！イナノガワさん           | 4月24日        |
| 第4話  | おひとりさまのカラオケ大会         | 5月1日         |
| 第5話  | SNSって知ってる？                  | 5月8日         |
| 第6話  | イケメン地獄の合コン日和           | 5月15日        |
| 第7話  | くすぐり坊主の座禅会               | 5月22日        |
| 第8話  | 化け物だらけの飲み会だ！           | 5月29日        |
| 第9話  | アベアベアベックアベベック         | 6月5日         |
| 第10話 | 激オコラーメン店主とタタミちゃん   | 6月12日        |
| 第11話 | オシャレなTシャツ読んじゃおぜ！    | 6月19日        |
| 第12話 | ハロウィンパーテーだぜタタミちゃん | 6月26日        |

## 配信サイト
| 配信開始日    | 配信時間                     | 配信サイト |
| ------------- | ---------------------------- | --- |
| 2020年4月10日 | 金曜 22:00 更新              | dアニメストア dTV ビデオマーケット GYAO!ストア GYAO! DMM.com ミレール TSUTAYA.TV ひかりTV ニコニコチャンネル MOVIE FULL HAPPY!動画 バンダイチャンネル Rakuten TV U-NEXT アニメ放題 あにてれ |
| 2020年4月11日 | 土曜 1:00 - 1:05（金曜深夜） | AbemaTV |
|               | 土曜 1:05（金曜深夜） 更新   | ABEMAビデオ |